# Serena Vergano
Serena Vergano (nombre de nacimiento Adalgisa Serena Maggiora Vergano (Milán, 25 de agosto de 1943) es una actriz italiana. Fue la musa de la Escuela de Barcelona y actuó en muchas de las películas de este movimiento. Estuvo casada unos años con el arquitecto español Ricardo Bofill de cuya relación nació Ricardo Emilio Bofill. Posteriormente, la actriz acabó divorciándose del arquitecto catalán.

## Carrera
Hija del director Aldo Vergano, estudió arte dramático en Roma y comenzó su carrera como actriz en la película I dolci Inganni de Alberto Lattuada (1960). Después de trabajar a media docena de películas italianas como Il brigante (1961) de Renato Castellani y Cronaca familiare (1962) de Valerio Zurlini, viajó a España a rodar El conde Sandorf (1963), una coproducción italo-española dirigida por Georges Lampin, y decidió establecerse en España. Fue la musa de la Escuela de Barcelona y actuó en muchas de las películas de este movimiento como Brillante porvenir (1963), de Vicente Aranda, Noche de vino tinto (1966) de José María Nunes, Una historia de amor (1966) e Historia de una chica sola (1969) ambas de Jorge Grau; Dante no es únicamente severo 1967 de Jacinto Esteva y Joaquín Jordá; Cada vez que... estoy enamorada creo que es para siempre (1968) y Liberxina 90 (1970) de Carlos Durá, Un invierno en Mallorca (1969) de Jaime Camino y Esquizo (1970) dirigida por Ricardo Bofill. También hizo algunas películas en Madrid con su voz doblada como Al ponerse el sol (1967), Digan lo que digan (1968), ambas de Mario Camus y con Raphael como coprotagonista, La Lola, dicen que no vive sola (1970) de Jaime de Armiñan y Carta de amor de un asesino (1972) de Francisco Regueiro. Casada con el arquitecto Ricardo Bofill, se retiró del cine a mediados de los 70 aunque volvió con pequeños papeles esporádicos en El estranger-oh! de la calle Cruz del Sur (1985) de Jorge Grau y Blue Gin (1987) de Santiago Lapeira.
En mayo de 2019 volvió al teatro representando el monólogo Lèxic familiar en el teatro Akadèmia bajo la dirección de Guido Torlonia.

## Filmografía selecta
- I dolci Inganni (1960)
- Cronaca familiare (1962)
- El conde Sandorf (1963)
- Brillante porvenir (1963)
- Noche de vino tinto (1966)
- Una historia de amor (1966)
- Al ponerse el sol (con Raphael) (1967)
- Digan lo que digan (1968) (con Raphael)
- Un invierno en Mallorca (1969)
- Carta de amor de un asesino (1972)

## Premios
Festival Internacional de Cine de San Sebastián
| Año  | Categoría                         | Película             | Resultado |
| ---- | --------------------------------- | -------------------- | --------- |
| 1967 | Concha de Plata a la mejor actriz | Una historia de amor | Ganadora  |